# إعجاز القرآن للباقلاني
إعجاز القرآن للباقلاني ما زالت معجزة القرآن مستمرة إلى يوم القيامة، وخرقه العادة في أسلوبه وبلاغته، وإخباره بالمغيبات، فلا يمر عصر من الأعصار إلا ويظهر فيه شيء مما أخبر به أنه سيكون، يدل على صحة دعواه.
وقد ألف العلماء في وجوه إعجاز القرآن، وأنهى بعضهم وجوه إعجازه إلى ثمانين، والأرجح: أنه لا نهاية لوجوه إعجازه.

## مؤلف الكتاب
هو أبو بكر محمد بن الطيب بن محمد بن جعفر، المعروف بالباقلاني البصري المتكلم، انتهت إليه الرياسة في مذهبه، وسمع الحديث. توفي سنة ثلاث وأربعمائة ببغداد.

## كتاب إعجاز القرآن ومؤلفه
هو محمد بن الطيب بن محمد أبو بكر القاضي المعروف بابن الباقلاني، وكان ثقة، ومن أعرف الناس بعلم الكلام، وأحسنهم خاطرا، وأجودهم لسانا، وأوضحهم بيانا، وأصحهم عبارة، وله التصانيف الكثيرة المنتشرة في الرد على المخالفين من الرافضة، والمعتزلة، والجهمية، والخوارج، وغيرهم. وكان أبو بكر الخوارزمي، يقول: كل مصنف ببغداد إنما ينقل من كتب الناس إلى تصانيفه سوى القاضي أبي بكر، فإن صدره يحوي علمه وعلم الناس. مات القاضي أبو بكر محمد بن الطيب في يوم السبت سنة ثلاث وأربع مائة.

## اهتمام العلماء بوجوه إعجاز القرآن
وقد أفرد العلماء المسلمون بتصنيف إعجاز القرآن، وخاضوا في وجوهِ إعجازِه كثيرًا، منهم الخطابي، والرمّاني، والزَّمْلَكاني، والرازي، وابن سراقة، والقاضي أبو بكر الباقِلاني، وأنهى بعضهم وجوه إعجازه إلى ثمانين، والأرجح أنه لا نهاية لوجوه إعجازه.

## منهج الباقلاني في كتابه إعجاز القرآن
حدد الباقلاني في فاتحة كتابه منهجه في البحث، وغايته منه، بأنه يرمي من وراء ذلك إلى عدة أمور:
- كشف ما كان لأصل الدين قواما، ولقاعدة التوحيد عمادا ونظاما.
- وإثبات أن ما جاء به النبي صلى الله عليه وسلم صدقا وبرهانا، ولمعجزته ثبتا وحجة، للرد على ما طعن فيه الطاعنون والملحدون حول أصول الدين.
- ثم نفي كل ما تقوّله المتقولون عن معادلة القرآن وموازنته بالشعر، اعتمادا على ما توارثوه من أقوال ملحدة قريش وغيرهم.
فإذا ما انتهى من تحديد منهجه وعناصر بحثه، انتقل إلى تفصيل دقائقها حتى يمكنه إحكام القول في هذا الشأن، لذلك قسّم الباقلاني بحثه في إعجاز القرآن إلى أربع مراحل أساسية، كل مرحلة توصل إلى ما بعدها وترتبط بها، حتى يتسم عمله بطابع الوضوح، والتكامل الموضوعي والعلمي في آن واحد.

## أهمية كتاب إعجاز القرآن للباقلاني
يمثّل الباقلاني بمفهومه للإعجاز القرآني، وبمؤلّفه (إعجاز القرآن) وجهة نظر جماعة المسلمين، ويعدّ كتابه هذا أول كتاب يصنفه عالم من علماء السلف في الرد على الرافضة، والمعتزلة، والجهمية، والخوارج، وغيرهم؛ لذلك بلغ بهذا الكتاب مكانة مرموقة، وشهرة ذائعة، لم يصل إليها أحد غيره.

## رأي الباقلاني في إعجاز القرآن
ورأي الباقلاني مؤداه: أن القرآن خارج عن جميع وجوه النظم المعتاد في كلام العرب، ومباين لأساليب خطاباتهم؛ ولذلك لا يمكن تعلمه أو الوصول إليه بالتدريب، وامتداد لهذه الفكرة يرفض كفاية أدوات البديع في أداء مثله، ويرفض أن يطلب إعجاز فيما ورد منها في النص القرآني، وواضح أنه متأثر بالجدل النقدي، وبالتيار الفني السائد في عصره، وهو تيار البديع، الذي يقيم من البديع بأدواته الفنية عالم القصيدة، فقد لفتت نظره المهارة والصناعة العقلية التي يصاغ بها البديع في رأيه، وإمكان التدريب عليها، شأن سائر الصناعات، فرفض أن يدرك مجازًا القرآن بما في إمكان البشر ووسعهم.

## نموذج من كتاب إعجاز القرآن للباقلاني
(يجب أن تعلم أن من حكم المعجزات إذا ظهرت على الأنبياء أن يدعوا فيها أنها من دلالتهم وآياتهم؛ لأنه لا يصح بعثة النبي من غير أن يؤتى دلالة، ويؤيد بآية؛ لأن النبي لا يتميز من الكاذب بصورته، ولا بقول نفسه، ولا بشيء آخر، سوى البرهان الذي يظهر عليه، فيستدل به على صدقه.
فإن ذكر لهم أن هذه آيتي، وكانوا عاجزين عنها، صح له ما ادعاه، ولو كانوا غير عاجزين عنها لم يصح أن يكون برهانًا له، وليس يكون معجزًا إلا بأن يتحداهم إلى أن يأتوا بمثله، فإذا تحداهم وبان عجزهم صار ذلك معجزًا.
وإنما احتيج في باب القرآن إلى التحدي؛ لأن من الناس من لا يعرف كونه معجزًا، فإنما يعرف أولًا إعجازه بطريق؛ لأن الكلام المعجز لا يتميز من غيره بحروفه وصورته، وإنما يحتاج إلى علم وطريق يتوصل به إلى معرفة كونه معجزًا.
فإن كان لا يعرف بعضهم إعجازه، فيجب أن يعرف هذا، حتى يمكنه أن يستدل به، ومتى رأى أهل ذلك اللسان قد عجزوا عنه بأجمعهم مع التحدي إليه، والتقريع به، والتمكين منه؛ صار حينئذ بمنزلة من رأى اليد البيضاء، وانقلاب العصا ثعبانًا تتلقف ما يأفكون).

## أهمية الكتاب
يعدّ هذا الكتاب من المصنفات المهمة في إعجاز القرآن في العصور المتقدمة والتي ترد على الرافضة، والمعتزلة، والجهمية، والخوارج، وغيرهم؛ لذلك بلغ بهذا الكتاب مكانة مرموقة، وشهرة ذائعة، لم يصل إليها أحد غيره.
| اسم الكتاب    | إعجاز القرآن  | إعجاز القرآن                    |
| اسم المؤلف    | اسم المؤلف    | أبو بكر الباقلاني محمد بن الطيب |
| المحقق        | المحقق        | السيد أحمد صقر                  |
| الدار الناشرة | الدار الناشرة | دار المعارف – مصر               |
| موضوع الكتاب  | موضوع الكتاب  | إعجاز القرآن                    |